# Got to Be There
Got to Be There är ett musikalbum från 1972 av Michael Jackson. Albumet var dennes debutalbum som soloartist. Albumet Got To Be There inkluderar en låt med samma namn, på spår fem. Denna låt var Jacksons debutsingel som soloartist.

## Låtar på albumet
Sida 1
1. "Ain't No Sunshine" (Withers) - 4:09
2. "Wanna Be Where You Are" (Ware, Ross) - 3:01
3. "Girl Don't Take Your Love from Me" (Hutch) - 3:46
4. "In Our Small Way" (Verdi, Yarian) - 3:34
5. "Got to Be There" (Willensky) - 3:23

Sida 2
1. "Rockin' Robin" (Thomas) - 2:31
2. "Wings of My Love" (Corporation) - 3:32
3. "Maria (You Were the Only One)" (Brown, Glover, Gordy, Story) - 3:41
4. "Love Is Here and Now You're Gone" (Holland) - 2:51
5. "You've Got a Friend" (King) - 4:53